# G barré hameçon palatal
ǥ̡ (), appelé g barré hameçon palatal ou g barré crochet palatal, est une lettre latine utilisée auparavant dans l'alphabet phonétique international, rendu obsolète en 1989, lors de la convention de Kiel. Elle est composée d’un g cursif barré diacrité d’un crochet palatal.

## Utilisation
Johan Storm (en) utilise un g barré hameçon palatal, avec la barre à travers la panse, dans la transcription phonétique de Englische Philologie publié en 1892.

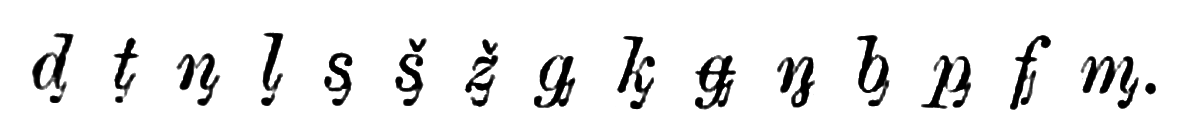
Consonnes paltalisées dans Storm 1892.

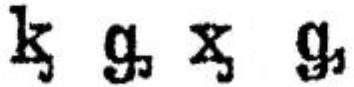
Consonnes palatalisées dans Arend-Choiński 1924.

Le g barré hameçon palatal était utilisé dans l’alphabet phonétique internationale pour transcrire une consonne fricative vélaire voisée palatalisée, notamment par Z. M. Arend-Choiński dans A Polish phonetic reader publié en 1924, par exemple dans la transcription de klechdzie [klɛǥ̡ʥɛ], avant d’être remplacé par le gamma hameçon palatal ‹ ɣ̡ ›; le g cursif barré ‹ ǥ › étant remplacé par le gamma ‹ ɣ › dans l’alphabet phonétique international en 1931. L’hameçon palatal représentant la palatalisation est remplacé par la lettre j en exposant en 1989. La consonne fricative vélaire voisée palatalisée est donc aujourd’hui transcrite [ɣʲ] et klechdzie [klɛɣʲd͡ʑɛ].
Terje Mathiassen utilise le g barré pour représenter une consonne fricative vélaire voisée et utilise le crochet palatal pour représenter la palatalisation dans une grammaire du lituanien publiée en 1996, cependant le caractère imprimé semble parfois ne pas avoir de barre inscrite.

## Représentations informatiques
Le g barré hameçon palatal n’a pas été codé en tant que tel dans Unicode mais peut être représenté approximativement (latin étendu B), diacritiques) :
| formes    | représentations | chaînes de caractères | points de code | descriptions                                                |
| --------- | --------------- | --------------------- | -------------- | ----------------------------------------------------------- |
| minuscule | ǥ̡               | ǥ◌̡                    | U+01E5 U+0321  | lettre minuscule latine g barré diacritique crochet palatal |